# Bouconville-Vauclair
Bouconville-Vauclair é uma comuna francesa na região administrativa de Altos da França, no departamento de Aisne. Estende-se por uma área de 13,04 km². Em 2010 a comuna tinha 195 habitantes (densidade: 15 hab./km²).